# Пісня про Кольцова
«Пі́сня про Кольцо́ва» — радянський історико-біографічний художній фільм 1959 року про життя російського поета Олексія Кольцова.

## Сюжет
Час дії — 1830-ті роки. Син воронезького міщанина Кольцов усе своє недовге життя був змушений займатися торговельними справами батька. Той не схвалював захоплення сина поезією. Літератор Станкевич видав у Петербурзі вірші Кольцова, після чого його ім'я стало відомим. Олексій покохав молоду вдову Варю Лебедєву і хотів почати з нею нове життя в Петербурзі. Однак дика атмосфера в будинку і цькування воронезьких лжелітераторів привели Кольцова до швидкоплинних сухот: покинутий усіма, він помер у віці 33 років.

## У ролях
- Віталій Коняєв —  Олексій Кольцов
- Олександра Зав'ялова —  кріпосна дівчина Дуня
- Тетяна Лаврова —  Варя Лебедєва
- Олена Максимова —  мати Кольцова
- Всеволод Санаєв —  батько Кольцова
- Галина Марачева —  сестра Кольцова
- Віктор Борцов — епізод
- Євген Гуров — епізод
- Ігор Озеров — епізод
- Людмила Глазова — епізод
- Олексій Грибов —  Кашкін
- Лев Золотухін —  Кирило
- Михайло Названов —  Волков
- Євген Тетерін —  Дацков
- Олександр Михайлов —  О. С. Пушкін
- Анатолій Соловйов —  Башкірцев

## Знімальна група
- Режисери: Володимир Герасимов
- Автор сценарію: Володимир Кораблінов
- Оператори: Борис Арецький, Галина Пишкова
- Художник-постановник: Євген Свідєтєлєв
- Композитор: Василь Дєхтєрєв